# ۱۰ سال (فیلم)
۱۰ سال (انگلیسی: 10 Years) فیلمی کمدی رمانتیک، درام، رمانتیک، و کمدی-درام است که در سال ۲۰۱۱ منتشر شد.

## خلاصه داستان
داستان فیلم در مورد دوستانی است که در دوران دبیرستان با یکدیگر همکلاس بوده‌اند و حالا می‌خواهند شبی را همانند دوران دبیرستان گذران کنند اما آن‌ها متوجه می‌شوند که هنوز در بعضی موارد هنوز بزرگ نشده‌اند …

## بازیگران
- چنینگ تیتوم
- جاستین لانگ
- کیت مارا
- کریس پرت
- اسکات پرتر
- برایان گراتی
- آنتونی مکی
- رزاریو داوسون
- اسکار آیزاک
- لین کولینز
- مکس مینگلا
- آرون یو
- جینا دوان
- ران لیوینگستون
- آبری پلازا
- نیک زانو
- جان کرازینسکی
- آری گرینر